# 주충
주충(周忠, ? ~ ?)은 후한 말기의 관료로, 자는 가모(嘉謀)이며, 여강군 서현(舒縣) 사람이다. 태위 주경의 아들이다.

## 생애
일찍이 벼슬하여, 여러 차례 경력을 쌓아 대사농에 이르렀다. 광록대부에 재임 중이다가 초평 3년(192년) 12월, 황보숭의 뒤를 이어 태위, 그리고 녹상서사(錄尙書事)가 되었다. 초평 4년(193년) 6월에 면직되었다.

## 출전
- 범엽, 《후한서》
  - 권9 효헌제기
  - 권45 원장한주열전

| 전임 황보숭 | 제72대 후한의 태위 192년 음력 12월 ~ 193년 음력 6월 | 후임 주준 |

| 전임 사손서 | 후한의 위위 195년 ~ ? | 후임 서구 |

1. ↑  범엽, 《후한서》 권9 효헌제기, 초평 3년 12월조.